# Will Meisel
Pour les articles homonymes, voir Meisel.
Will Meisel (William Augustus Meisel le 17 septembre 1897 à Rixdorf et décédé le 29 avril 1967 à Müllheim) est un danseur, compositeur et éditeur allemand.

## Biographie
Will Meisel est le fils du maître de ballet Emil Meisel et son épouse Olga Loepke. Il naît à Rixdorf (Berlin), Steinmetzstraße 20 (aujourd'hui Kienitzer Straße). Il fréquente l'école secondaire Albrecht Dürer à Berlin-Neukölln. Dès 5 ans, il apprend la musique et à 10 ans, la danse. Il fait partie du corps de ballet de l'Opéra d'État de Berlin. De mars 1915 à novembre 1918, Will Meisel est soldat pendant Première Guerre mondiale. Il est blessé et gazé à Ypres en 1917. Après la guerre, de 1918 à 1923, il retrouve son poste à l'Opéra d'État de Berlin.
Le 15 mai 1926, il fonde la maison d'édition Meisel GmbH & Co. Sa première publication est Ilona sur un livret de son épouse d'alors Ilona von Fövenyessy von Hewi.Ce mariage est rompu et Will Meisel épouse en secondes noces Eliza Illiard, avec qui il a deux fils, Peter (1935 - 2010) et Thomas (1940 - 2014).
Après la prise du pouvoir par les nazis, il entre le 1er mai 1933 au NSDAP (carte de membre du parti 2849490). Il travaille ensuite comme compositeur de musique de film et d'opérettes. Il écrit également des pièces de propagande nazie. Le 23 novembre 1938, quelques jours après la Nuit de Cristal, il exprime dans une lettre à Hans Hinkel son intérêt pour l'acquisition d'un éditeur aryanisé, les Éditions Peters.
À la fin de la Seconde Guerre mondiale, Meisel réside à Berlin et devient producteur de films. À son domicile de la Jonas Straße, à Berlin-Neukölln, il dirige une école de danse. Il est décore du Paul-Lincke-Ring et de la Bundesverdienstkreuz.
Will Meisel écrit la musique pour quarante-quatre films sonores 44[Quoi ?], huit opérettes et de nombreuses chansons (« Berlin bleibt doch Berlin », « Wir wollen Freunde sein fürs ganze Leben », « Fräulein Pardon », « Weekend » et beaucoup d'autres). Ses opérettes Königin einer Nacht et Die Frau im Spiegel font l'objet d'adaptations cinématographiques
Will Meisel et Eliza Illiard sont inhumés dans le cimetière de Wilmersdorf.

## Filmographie
| - 1930 : Königin einer Nacht - 1930 : Liebe im Ring - 1930 : Eine Freundin so goldig wie Du - 1930 : Der Andere - 1930 : Im Kampf mit der Unterwelt - 1931 : Tänzerinnen für Süd-Amerika gesucht - 1931 : Der Bergführer von Zakopane - 1931 : Ein ausgekochter Junge - 1931 : Der Storch streikt - 1931 : Um eine Nasenlänge - 1931 : Schachmatt - 1931 : Wenn die Soldaten... - 1931 : Der unbekannte Gast - 1932 : Die Vier vom Bob 13 - 1933 : Das Tankmädel - 1933 : Es war einmal ein Musikus - 1933 : Schleppzug M 17 - 1934 : Die große Chance - 1934 : Zigeunerblut - 1934 : Annette im Paradies - 1934 : Schön ist jeder Tag den Du mir schenkst, Marie Luise - 1934 : Ich sing' mich in dein Herz hinein - 1934 : Ein Walzer für dich - 1934 : Der Springer von Pontresina | - 1934 : Jede Frau hat ein Geheimnis - 1934 : La Paloma. Ein Lied der Kameradschaft - 1934 : Was bin ich ohne Dich - 1935 : Der Schlafwagenkontrolleur - 1935 : Alle Tage ist kein Sonntag - 1935 : Krach im Hinterhaus - 1936 : Familienparade - 1936 : Engel mit kleinen Fehlern - 1936 : Der müde Theodor - 1936 : Krach im Hinterhaus - 1936 : Hummel – Hummel - 1936 : Fräulein Veronika - 1936 : Der verkannte Lebemann - 1937 : Karussell - 1938 : Kleines Bezirksgericht - 1939 : Ehe in Dosen - 1940 : Polterabend - 1940 : Weltrekord im Seitensprung - 1941 : Ehe man Ehemann wird - 1951 : Königin einer Nacht - 1953 : Auf der grünen Wiese - 1955 : Die Wirtin an der Lahn - 1969 : Königin einer Nacht |

## Source
- (de) Cet article est partiellement ou en totalité issu de l’article de Wikipédia en allemand intitulé « Will Meisel » (voir la liste des auteurs).